# ウォーターフォールズ
「ウォーターフォールズ」（Waterfalls）は、1980年にポール・マッカートニーが発表した楽曲、及び同曲を収録したシングル。

## 解説
アルバム『マッカートニーII』からのシングル・カット第2弾となる。アルバムでは4曲目に収録されている。
元々はウイングス用に書かれた曲だった。歌詞の中にホッキョクグマ（polar bear）が登場するが、この曲のミュージック・ビデオにも、本物のホッキョクグマが登場した。
2001年発売の著書の中でマッカートニーは、「レコーディングに来る前に書かれていた唯一の曲は「ウォーターフォールズ」だけだった...「ウォーターフォールズ」は「I Need Love」という名前でもよかったんだけど、それだと普通すぎるからね。アメリカの観光地によくある滝や湖のイメージで作ったんだけど、それが上手くいった。アルバムも中盤にさしかかり、自分で作りながら少し飽きてきたんだよ。その時点で8曲ほど完成していたから、何か違うことをしようと思ったんだ。そこで、既に書いてあった曲、ウイングスの前作に残っていた曲をやることにしたんだけど、それが当時は一番好きだったんだ。だから収録されているんだ」と語っている。
また、2011年に発売された『マッカートニーII』スーパー・デラックスエディションのブックレットでは、「そう、「歌」だったんだ、ピアノでやっていたんだよ。シンセサイザー初期に、シンセサイザーの弦楽器の音に興味を持ち、良いものだと思ったんだ。後にそうじゃないことを知ることになるのだけど!今はもちろん、レトロなサウンドが復活し、人々はあのくだらない古いストリングスのサウンドが好きだと言っている。でも、当時は「これで十分だ、これ以上必要ない、コードだけやればいい」と思っていたんだ。今思えば、悪い曲じゃないから、もっと良い演出があれば、もっと大きな曲になっていたかもしれないね」と語っている。
また、本曲は2016年に発売されたマッカートニーのベスト・アルバム『ピュア・マッカートニー〜オール・タイム・ベスト』のデラックス・エディションにも収録された。
B面曲「チェック・マイ・マシーン」は当時はアルバム未収録であったが、『マッカートニーII』がCD化されたことに伴い、ボーナス・トラックとして追加収録された。

## 収録曲
- ウォーターフォールズ (Waterfalls)
- チェック・マイ・マシーン (Check My Machine)

## クレジット
- ポール・マッカートニー - リード・ボーカル、アコースティック・ギター、エレクトリック・ピアノ、シンセサイザー

## チャート
| Chart (1980)                         | Peak position |
| ------------------------------------ | ------------- |
| オーストラリア (ARIA)                | 31            |
| Luxembourg (Radio Luxembourg)        | 4             |
| ニュージーランド (Recorded Music NZ) | 15            |
| ノルウェー (VG-lista)                | 9             |
| UK シングルス (OCC)                  | 9             |